# Catocala huachuca
Catocala huachuca là một loài bướm đêm trong họ Erebidae.